# Corrispondentismo

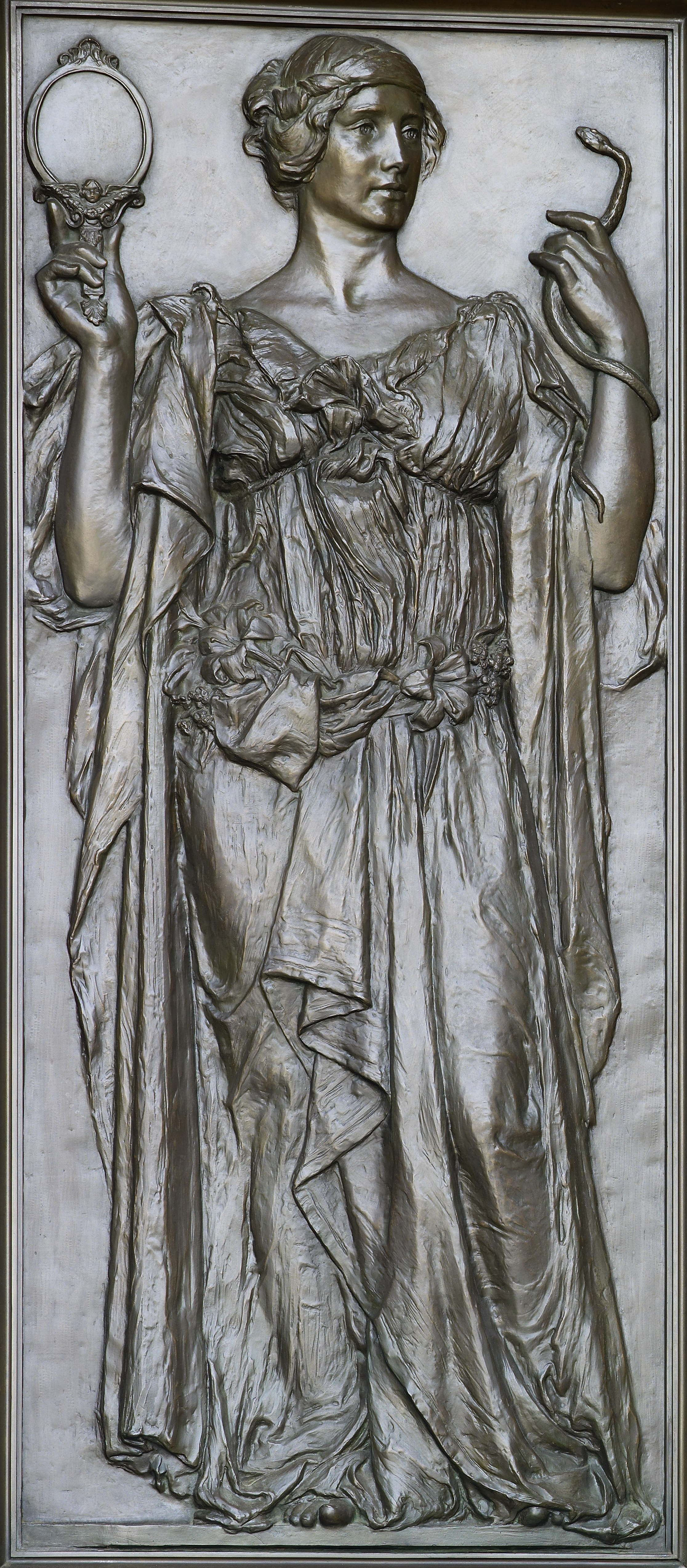
La verità impugna allegoricamente uno specchio ed un serpente (1896). Olin Levi Warner, Library of Congress Thomas Jefferson Building, Washington

Si può definire teoria corrispondentista della verità una teoria gnoseologica nella quale si sostiene che la mente rifletta, senza sostanziali modificazioni, ciò che esiste in sé fuori di noi. Aristotele si può considerare il filosofo più importante di quest'orientamento di pensiero, perché la mente umana, secondo il filosofo greco, deve, al termine di un processo di astrazione, pervenire alla comprensione della sostanza come forma, cioè di ciò che una determinata realtà deve necessariamente essere.
Tommaso d'Aquino, che nel Medioevo riprese la gnoseologia dello stagirita, parlava di adaequatio rei et intellectus (corrispondenza tra realtà e intelletto), pur attenuando il corrispondentismo con l'osservazione che «cognitum est in cognoscente per modum cognoscentis» («il conosciuto si presenta in chi conosce attraverso modalità particolari di chi conosce»).
(B. Mondin, Manuale di filosofia sistematica: Cosmologia. Epistemologia, vol. I, pag. 263, Bologna, ESD, 1999)
La teoria della verità come «corrispondenza ai fatti» ha assunto fondamentale rilevanza all'interno del razionalismo critico di Karl Popper, che riconosce ad Alfred Tarski il merito di averla riabilitata.
(K. Popper, Sulla logica delle scienze sociali, in AA.VV., Dialettica e positivismo in sociologia, Einaudi, Torino 1972)